# Niță Cireașă
Niță Mircea Cireașă (n. 21 ianuarie 1965, Brăila) este un fost fotbalist român, care a jucat la Steaua București și la Echipa națională de fotbal a României.

## Carieră
- 1982-1985 - Progresul Brăila
- 1985-1986 - Chimia Râmnicu-Vâlcea
- 1986-1989 - Steaua București
- 1990-1994 - Verbroedering Geel (Belgia)

## Legături externe
- Niță Cireașă la transfermarkt.co.uk